# Иваница (община)
Иваница (серб. Ивањица) — община в Сербии, входит в Моравичский округ.
Население общины составляет 33 878 человек (2007 год), плотность населения составляет 31 чел./км². Занимаемая площадь — 1090 км², из них 47,0 % используется в промышленных целях.
Административный центр общины — город Иваница. Община Иваница состоит из 49 населённых пунктов, средняя площадь населённого пункта — 22,2 км².

## Статистика населения общины
| Год  | Население, чел. |
| ---- | --------------- |
| 1991 | 36943           |
| 2001 | 35554           |
| 2002 | 35381           |
| 2003 | 35141           |
| 2004 | 34876           |
| 2005 | 34594           |
| 2006 | 34279           |
| 2007 | 33878           |

## Известные уроженцы
- Стамболич, Иван (1936—2000) — югославский сербский государственный деятель, председатель Президиума СФРЮ (1986—1987), Премьер-министр Сербии (1978—1982).
- Стамболич, Петар (1912—2007) — югославский сербский государственный деятель, председатель Президиума СФРЮ (1982—1983), председатель Союзного Исполнительного Веча СФРЮ (1963—1967).